# Barathrum
Barathrum (lat. ‚Abgrund‘) ist eine finnische Black-Doom-Band.

## Geschichte
Die Band wurde im Winter 1990 unter dem Namen Darkfeast gegründet, ein Jahr und zwei Demos später erfolgte die Umbenennung in Barathrum. Nachdem sie einen Plattenvertrag mit Nazgul’s Eyrie Productions unterzeichnet hatte, erschienen acht Alben, deren Anfangsbuchstaben in chronologischer Reihenfolge „Heil Sova“ ergeben, was sich auf das Pseudonym des Sängers bezieht. Nach dem dritten Album Infernal wechselte die Band zum Plattenlabel Spinefarm Records auf dem die restlichen fünf Werke herausgebracht wurden.
1997 fand die einzige größere Tournee der Band zusammen mit Countess und Sabbat durch die Niederlande und Deutschland statt. Eine geplante Finnlandtournee mit Countess, Wizzard und Babylon Whores im Dezember 1997 musste abgesagt werden.
2009 erschien die Live-CD Long Live Satan über Ghul Productions; diese wird von der Band selbst als ihr Schwanengesang bezeichnet.
Im April 2017 soll ein neues Album mit dem Titel Fanatiko über das finnische Label Saturnal Records erscheinen.

## Stil und Ideologie
Im Gegensatz zum chaotischen, grindcore-beeinflussten Musikstil anderer finnischer Bands wie Beherit, Archgoat und Impaled Nazarene zeichnet sich der von Barathrum durch Einflüsse des Doom Metal und den Einsatz von bis zu drei Bassisten aus; auf Handzetteln zum ersten Demo Witchmaster wurde der Stil der Band als „jetblack doom-metal“ bezeichnet. Häufig taucht auf den Veröffentlichungen ein Symbol auf, das der Sänger Demonos Sova entworfen hat und Sigil Barathrum (‚Siegel des Abgrunds‘) nennt; dieses trägt er auch als Gürtelschnalle. Sova fasst Barathrum als Black-Metal-Band und satanistische Musik auf, distanzierte sich aber von einem Mordfall, der 1998 in Hyvinkää stattfand und bei dem sowohl die Täter als auch das Opfer der Black-Metal-Szene entstammten. Sova versuchte, jegliche Assoziation des Mordes mit Black Metal und Satanismus zu vermeiden und wurde dafür seinerseits angegriffen, weil er sich um den „guten Ruf“ des Black Metal sorge.

## Diskografie
- 1991: Witchmaster (Album)
- 1992: Battlecry (Kassette)
- 1995: Hailstorm (Album)
- 1995: Eerie (Album)
- 1997: Infernal (Album)
- 1997: Jetblack (EP)
- 1997: Devilry (EP)
- 1998: Legions of Perkele (Album)
- 1999: Saatana (Album)
- 2000: Okkult (Album)
- 2000: Warmetal auf Talvisota – Finnish Dark/Black Metal Compilation
- 2002: Venomus (Album)
- 2002: Black Flames and Blood (7"-Single)
- 2005: Anno Aspera – 2003 Years After Bastard’s Birth (Album)
- 2009: Sadistic Pleasure auf Helvetin musta peto
- 2009: Long Live Satan (Live-CD)
- 2010: Unholy Conspiracy (Split mit Epäkristus)
- 2017: Fanatiko (Album)